# 楊溥 (明)

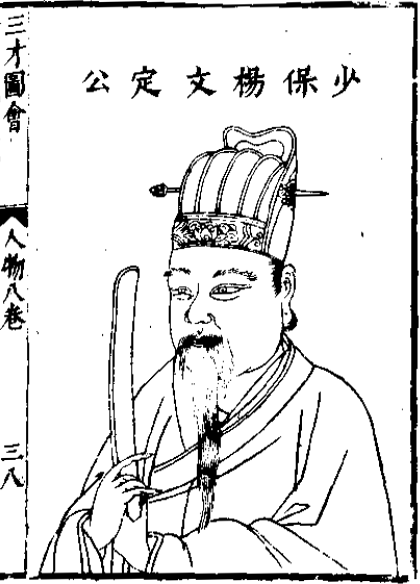
楊溥

楊 溥（よう ふ、洪武5年（1372年） - 正統11年7月14日（1446年8月6日））は、明初の政治家。字は弘済。『明史』巻148に伝がある（楊栄・楊士奇との合伝）。

## 略歴
荊州府石首県出身で建文2年（1400年）の進士。同年の進士である楊栄と並んで翰林院編修となった。永楽帝の即位後皇太子朱高熾（後の洪熙帝）に仕え、永楽12年（1414年）に皇太子が永楽帝の怒りに触れたことに関係して投獄されたが洪熙帝の即位により復権した。その後も累進して宣徳9年（1434年）に礼部尚書となり、正統9年（1444年）から死去するまで内閣大学士（首輔）を務めた。同時代に相次いで内閣大学士を務めた楊栄・楊士奇と「三楊」と称せられ、文学においても台閣体の創始者として知られている（なお、「三楊」という呼称は彼らの生前すでにあった）。正統11年（1446年）7月に病死。太師を追贈され文定と諡された。